# 전주이씨 선성군파 명산종중 묘역
전주이씨 선성군파 명산종중 묘역은 조선 제2대 왕 정종(定宗)의 서자선성군(宣城君)의 아들인 명산도정 이금정(明山都正 李金丁)과 그의 후손 11명이 매장된 묘역으로, 조선 중기의 재상 영의정 이천 이홍주의 묘소도 경내에 있다. 대한민국 경기도 의정부시 고산동 산116-1에 있다. 2010년 11월 5일 의정부시의 향토문화재 제16호로 지정되었다.

## 개요
경기도 의정부시 고산동 산 116-1번지 수락산 자락 동북쪽으로, 의정부시에서 의정부교도소, 306보충대를 지나 남양주시 별내면 방향으로 가는 길 옆, 빼벌마을의 남서쪽이자 흑석마을 남쪽 방향 산에 있다. 별내 입구 들어가기 전에 남쪽으로 난 길 옆으로 들어가야 나타난다.
이 묘역은 조선 제2대 왕인 정종의 4남 선성군(宣城君)의 아들인 명선대부 명산도정 이금정(李今丁)의 묘와 후손들의 묘 11기가 조선시대에 200여년 동안 조성된 묘역이다. 이금정은 생전 창선대부(彰善大夫)와 명선부수(明山副守)를 역임했고, 사후 증도정(贈都正)에 추증되었다. 가장 좋은 자리를 이금정의 묘로 먼저 쓰고 차례로 올려 썼기에 이금정의 묘가 최하단부에 위치한다. 묘역 내 쌍분묘 중 용미(무덤의 상부)를 붙여 형태가 하트형인 봉분이 있는데 이것은 이 묘역만의 특징이라고 할 수 있다.

## 같이 보기
- 선성군
- 선성군 묘역 및 석물
- 이홍주
- 신숙주 선생 묘